# لندوی برفی
لندوی برفی (به انگلیسی: Llanddewi Brefi) یک منطقهٔ مسکونی در بریتانیا است که در کردیگیون واقع شده‌است. لندوی برفی ۶۴۰ نفر جمعیت دارد.